# Unesco Mens & Biosfeergebied KempenBroek

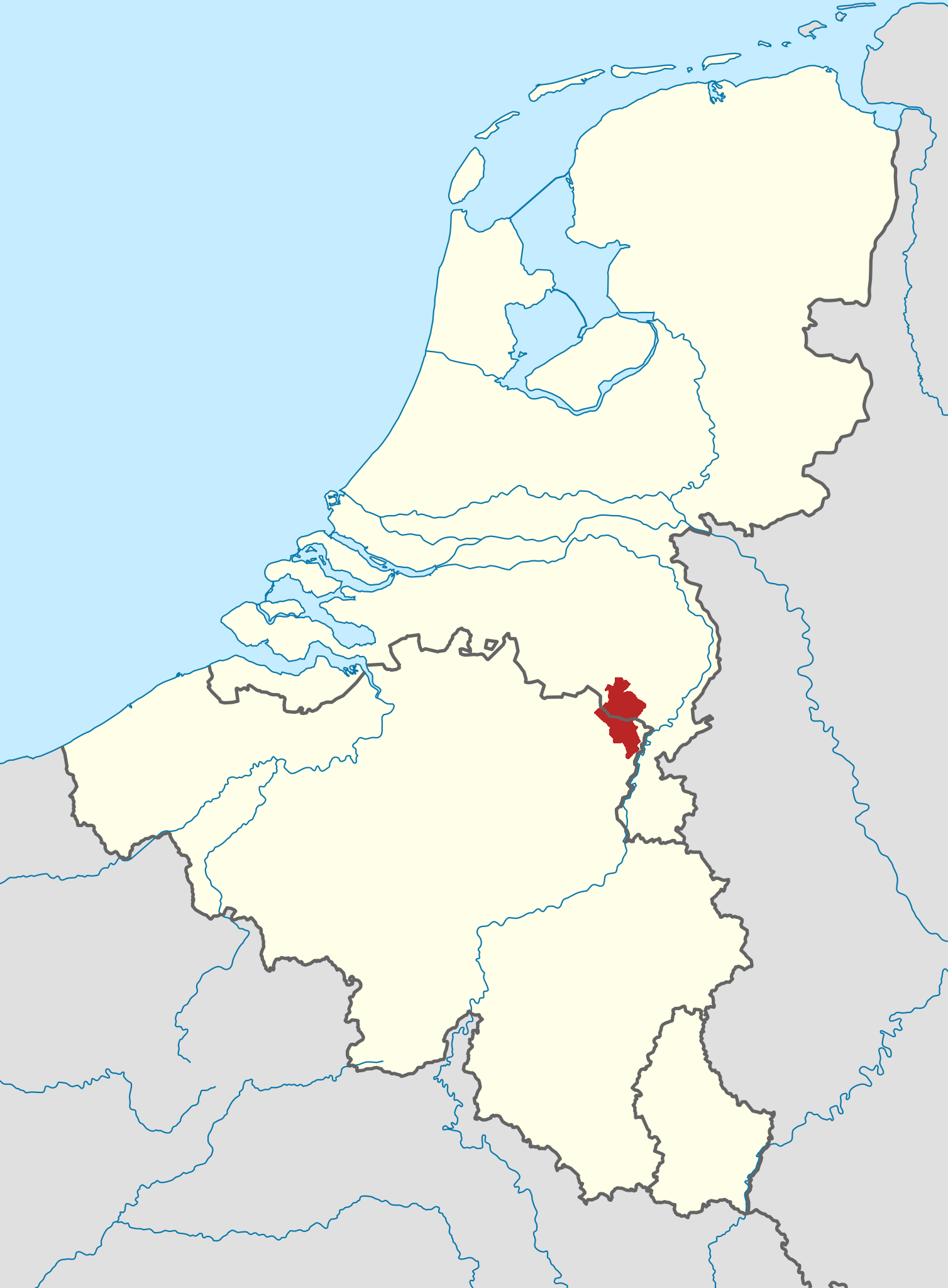
Ligging van de streek Kempen~Broek

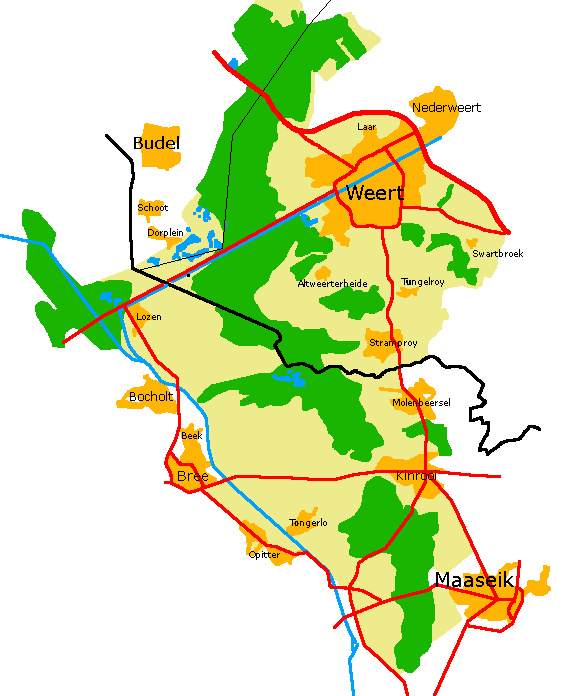
Kaart van grenspark Kempen Broek

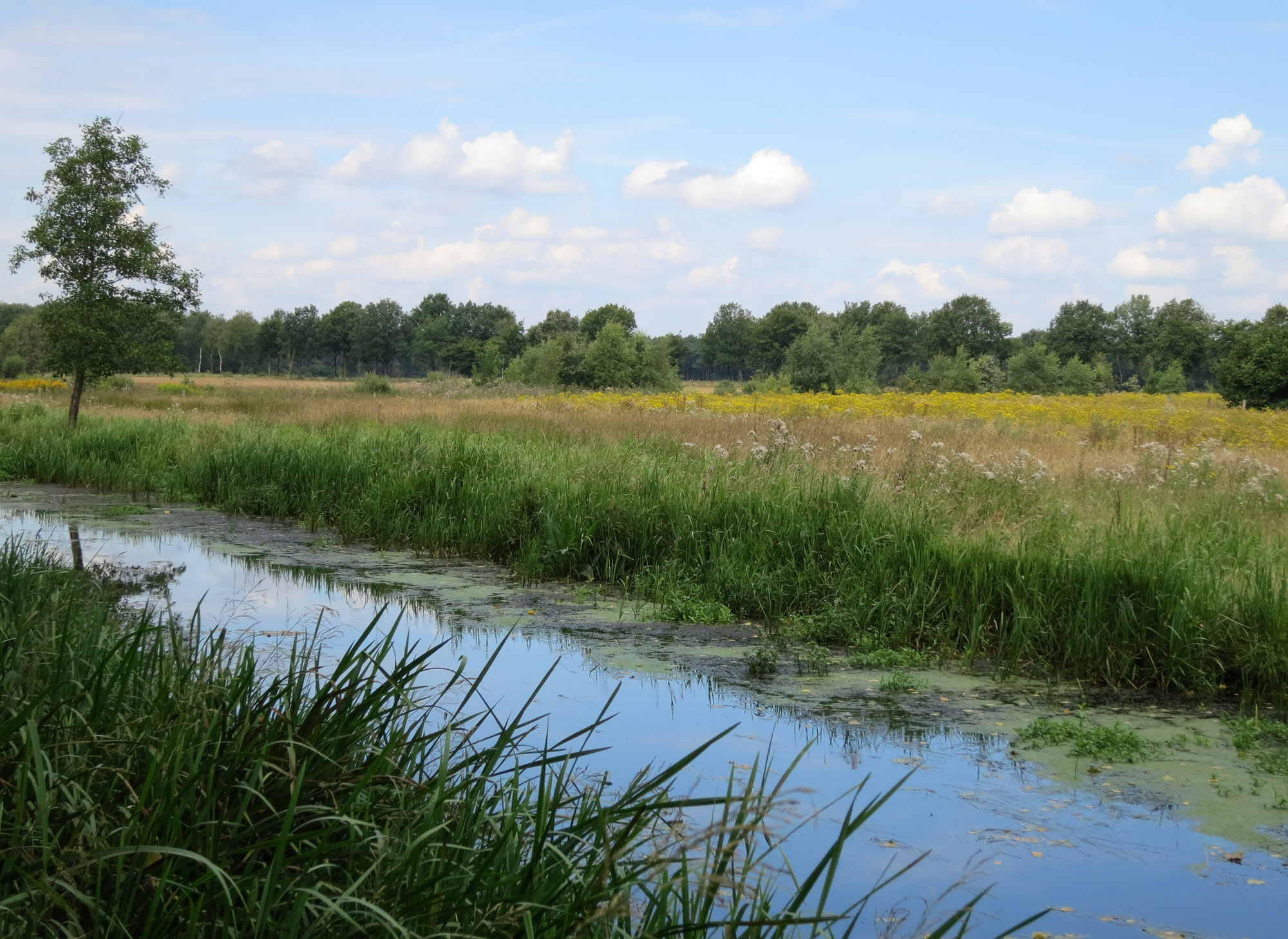
Grenspark Kempen~Broek

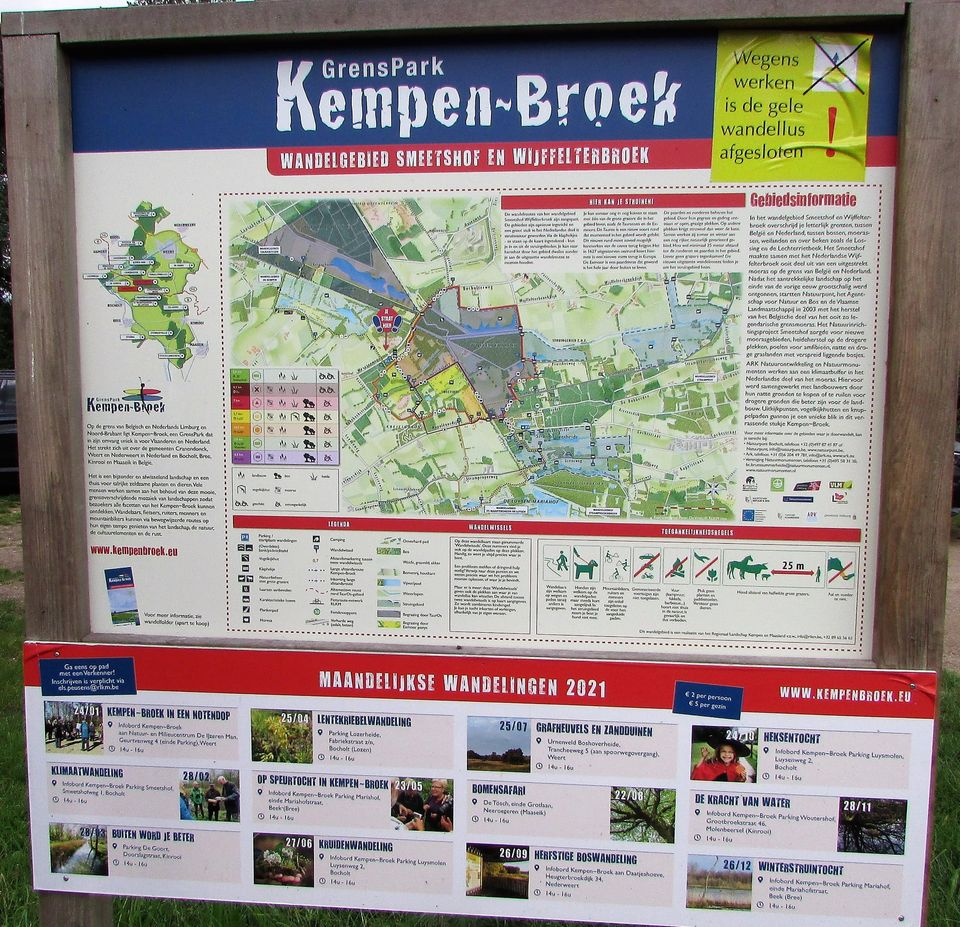
Plattegrond van Kempen~Broek

Unesco Mens & Biosfeergebied KempenBroek (Limburgs: Kempebrook) is een 25.000 hectare (250 km²) groot, Nederlands en Belgisch grensoverschrijdend landschap met een aaneenschakeling van natuurgebieden. Het bevindt zich in de provincies Nederlands Limburg en Belgisch Limburg, ruwweg tussen Weert en Maaseik. Daarnaast ligt een klein deel in Noord-Brabant. Het werd door Unesco erkend als Mens & Biosfeergebied (biosfeerreservaat). De langeafstandswandeling KempenBroek is 104 kilometer lang en loopt door het gebied heen.
KempenBroek is het restant van een groot moerasgebied, dat in het verleden een geliefd toevluchtsoord was voor smokkelaars. Het grenspark bevat een veelheid aan landschappen: moerassen, dekzandruggen met stuifzand en naaldbos, soms diep ingesneden beekdalen, en de oostflank van het Kempens Plateau. Het landschap wordt door deze kenmerken zowel tot de Kempen als tot de Maasvallei gerekend. Het strekt zich uit over de gemeenten Cranendonck, Nederweert, Weert, Bocholt, Bree, Kinrooi en Maaseik. Het omvat onder meer de volgende natuurgebieden:
| Naam                      | Plaats(en)                   | Gemeente(n)          |
| ------------------------- | ---------------------------- | -------------------- |
| Hugterheide               | Maarheeze                    | Cranendonck          |
| Weerterbos                | Nederweert                   | Nederweert           |
| Weerter- en Budelerbergen | Boshoven (Weert) en Budel    | Weert en Cranendonck |
| IJzeren Man               | Altweerterheide              | Weert                |
| Kruispeel                 | Altweerterheide              | Weert                |
| Laurabossen               | Altweerterheide              | Weert                |
| Kettingdijk               | Altweerterheide              | Weert                |
| De Krang                  | Swartbroek                   | Weert                |
| Tungelerwallen            | Altweerterheide en Tungelroy | Weert                |
| Stramprooierbroek         | Molenbeersel en Beek         | Kinrooi en Bree      |
| Wijffelterbroek           | Altweerterheide              | Weert                |
| Lozerheide                | Lozen                        | Bocholt              |
| Sint-Maartensheide        | Bocholt en Beek              | Bocholt en Bree      |
| De Luysen                 | Bocholt                      | Bocholt              |
| Smeetshof                 | Bocholt                      | Bocholt              |
| Grootbroek                | Bree                         | Bree                 |
| 't Hasselterbroek         | Molenbeersel en Bree         | Kinrooi en Bree      |
| Zig en Goort              | Molenbeersel                 | Kinrooi              |
| Itterdal                  | Tongerlo                     | Bree                 |
| Tösch-Langeren            | Neeroeteren                  | Maaseik              |

Diverse deelgebieden worden begraasd door Grote Grazers zoals Konikpaarden, Galloways, Schotse Hooglanders en Taurosrunderen. Deze zijn naast libel en edelhert als een symbool van het Mens & Biosfeergebied ook op het bruine toeristenbord van het KempenBroek afgebeeld. Diverse deelgebieden zijn Europees beschermd als Natura 2000-gebied: de habitatrichtlijngebieden Abeek met aangrenzende moerasgebieden, Itterbeek met Brand, Jagersborg en Schootsheide en Bergerven en het vogelrichtlijngebied Hamonterheide, Hageven, Buitenheide, Stramprooierbroek en Mariahof.

## Recreatie
Het gebied is begin jaren negentig tot stand gekomen. Er zijn diverse wandelgebieden waar informatiepanelen staan, wandelroutes beginnen en parkeergelegenheid en horeca aanwezig zijn. Ook is er een langeafstandswandeling van 104 km uitgezet, die de meeste natuurgebieden van het park met elkaar verbindt. De kortere rondwandelingen zijn op een geüniformeerde wijze, met kleuren en figuren, bewegwijzerd doorheen het gehele gebied. Het fietsroutenetwerk is eveneens in het gehele KempenBroek aanwezig. Voorts zijn er mountainbikeroutes uitgezet en is ook het ruiter- en menroutenetwerk in het gehele gebied aanwezig.